# Corvo-da-nova-caledónia
O corvo-da-nova-caledónia ou Gralha-da-nova-caledónia (Corvus moneduloides) é uma ave passeriforme da família Corvidae, endémica do arquipélago da Nova Caledónia. Este corvo tem cerca de 40 cm de comprimento e plumagem negra, com alguns tons de púrpura e azul. As patas e o bico em forma de cinzel são também pretos. O seu habitat é a floresta primária. É uma ave onívora que constrói o ninho no topo das árvores. As posturas são feitas em Setembro e contam normalmente dois ovos.
Esta espécie de corvo é especialmente notável por demonstrar sinais de inteligência pouco habituais em animais não primatas. Os corvos são um dos tipos de ave com estratégias de alimentação mais diversificadas (o que é considerado sinal de inteligência) que incluem, por vezes, o uso de objectos.
Em 2004, um corvo fêmea chamado Betty surpreendeu os cientistas da Universidade de Oxford ao construir um gancho a partir de um arame. Esta saída encontrada pela ave foi totalmente inesperada no contexto proposto ao animal pelos investigadores, e mostra que Betty foi capaz de planificar um utensílio, em vez de apenas o usar. A inteligência demonstrada por Betty, excepcional dentro grupo das aves, pode estar relacionada com o habitat natural do corvo da Nova Caledónia. Nesta ilhas do Pacífico não há mamíferos de grande porte e os corvos não podem recorrer aos seus corpos para obtenção de nutrientes. Além disso, não há pica-paus nativos, o que deixa vago para os corvos o nicho de alimentação nas cascas das árvores. A combinação da escassez de nutrientes e a habituação incomum (para corvos) à alimentação em fendas e buracos, fez com que esta espécie desenvolvesse mais estratégias alimentares que o habitual.